# Drobnołuszczak trocinowy

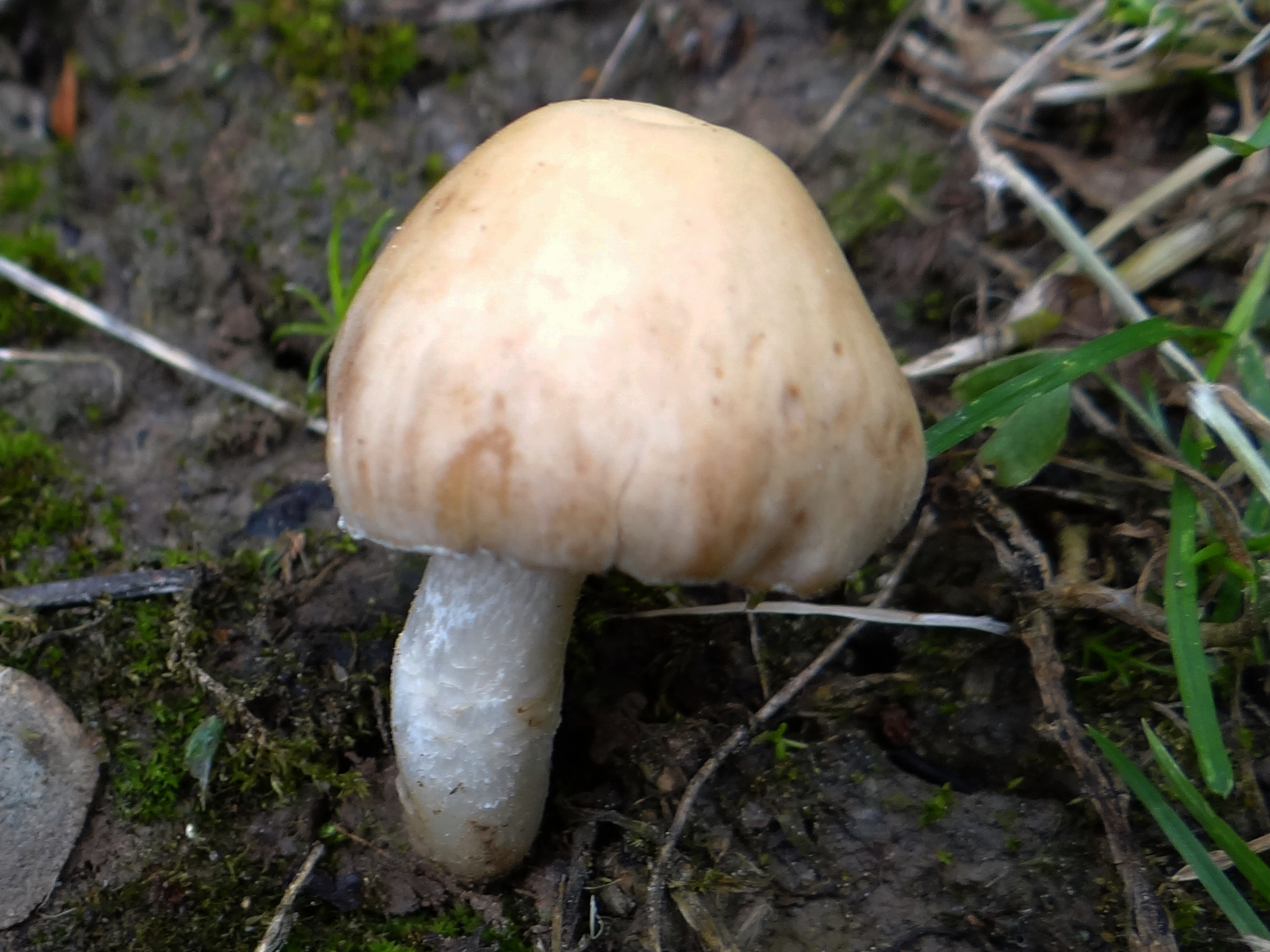
Młody owocnik

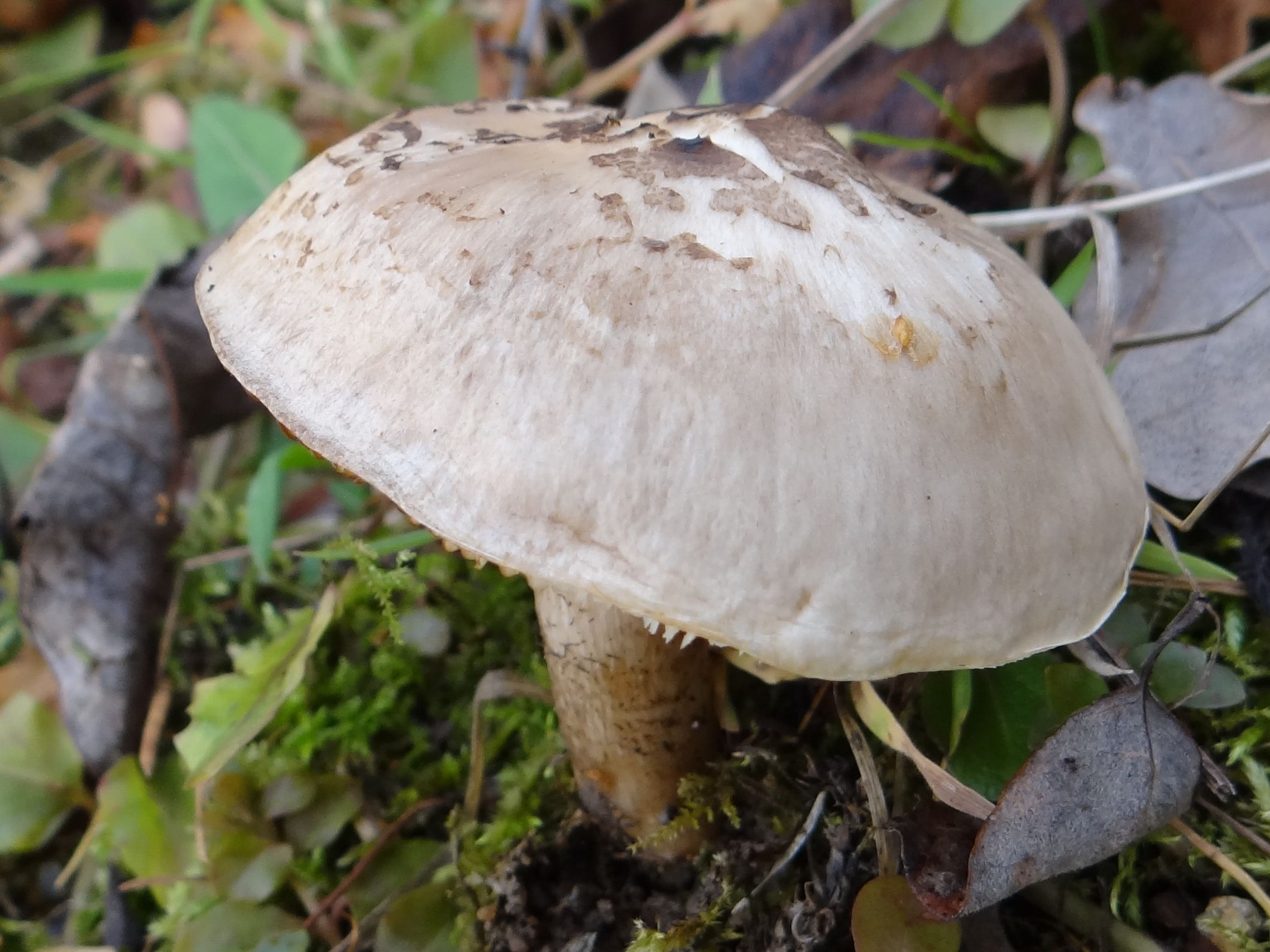
Starszy owocnik

Drobnołuszczak trocinowy, łuskowiec trocinowy (Pluteus petasatus (Fr.) Gillet) – gatunek grzybów należący do rodziny łuskowcowatych (Pluteaceae).

## Systematyka i nazewnictwo
Pozycja w klasyfikacji: Pluteus, Pluteaceae, Agaricales, Agaricomycetidae, Agaricomycetes, Agaricomycotina, Basidiomycota, Fungi.
Po raz pierwszy takson ten zdiagnozował w 1838 r. Elias Fries, nadając mu nazwę Agaricus petasatus. Obecną, uznaną przez Index Fungorum nazwę nadał mu w 1876 r. Claude-Casimir Gillet.
Synonimy naukowe:

- Agaricus cervinus var. patricius (Schulzer) Fr. 1874)
- Agaricus patricius Schulzer 1873
- Agaricus petasatus Fr. 1838
- Pluteus cervinus subsp. petasatus (Fr.) Sacc. 1897
- Pluteus cervinus var. patricius (Schulzer) Massee 1893
- Pluteus cervinus var. petasatus (Fr.) Massee 1893
- Pluteus patricius (Schulzer) Boud. 1904

Alina Skirgiełło w 1999 r. opisywała ten gatunek pod nazwą łuskowiec trocinowy, Władysław Wojewoda w 2003 r. zaproponował nazwę drobnołuszczak trocinowy, jako bardziej odpowiednią (grzyby te mają bardzo drobne łuski). 

## Morfologia
Kapelusz
Średnica 4,5-18 (20) cm, kształt początkowo wypukły, później stopniowo rozpościerający się, w końcu płasko-wypukły, czasami w środku wybrzuszony, rzadziej wklęsły. Powierzchnia gładka, błyszcząca i nieco lepka. Kolor od białawego do białoszarego, czasami z odcieniem kawy z mlekiem. Na środku ciemniejszy – jasnoorzechowy od jedwabistych przylegającym kosmków w postaci drobnych łuseczek na szczytach delikatnych, promienistych  włókienek. Skórka daje się oddzielić.
Blaszki grzyba
Wolne, gęste, o szerokości do 1,5 cm, wybrzuszone. Początkowo białe, później różowawe. Licznie występują międzyblaszki. Ostrza równe, u starszych okazów  nieco kosmkowato-watowate.
Trzon
Wysokość 5-13 cm, grubość 0,5-1(1,5) cm. Jest pełny, walcowaty lub zwężający się ku górze, czasami zgrubiały w dolnej części. Powierzchnia o barwie od białej do kremowoszarej lub kremowopłowej, a przy podstawie nawet orzechowej. Jest jedwabisto-włóknista.
Miąższ
Zwarty, biały, w trzonie czasami marmurkowaty. Zapach grzybowy, smak łagodny, nieco pleśniowaty.
Cechy mikroskopowe
Włókienka w skórce kapelusza zbudowane ze strzępek  przylegających lub ułożonych w postaci kosmków lub drobnych łuseczek. Strzępki te są bezbarwne lub brązowawe, cylindryczne, o szerokości 5–20 μm. Ich szczytowe elementy mają długość do 130 μm. Sprzążek brak, czasami tylko (bardzo rzadko) występują w strzępkach budujących skórkę trzonu. Zarodniki o kształcie od elipsoidalnego do nieco wydłużonego, rzadko szerokoelipsoidalne. Mają rozmiar 5,5–8(9,5) × 3,5–5(5,5) μm. Nielicznie występują cheilocystydy. Są słabo wyróżniające się, wąskomaczugowate, wrzecionowate, o rozmiarze 35–70 × 0,8–22(30) μm. Licznie występują wąskowrzecionowate pleurocystydy o rozmiarach 35–80 × 10–21 μm. Ich charakterystyczną cechą są 2-4 (rzadko 1) haki o rozmaitych kształtach i ścianie o grubości do 2 μm.   

## Występowanie i siedlisko
Liczne stanowiska tego gatunku podano w Ameryce Północnej i w Europie. Opisano jego występowanie także w Australii i niektórych regionach Azji (Mongolia i Korea). W Polsce gatunek rzadki. Znajduje się na Czerwonej liście roślin i grzybów Polski. Ma status R – potencjalnie zagrożony z powodu ograniczonego zasięgu geograficznego i małych obszarów siedliskowych. Również w całej niemal Europie jest rzadki. 
Saprotrof. Występuje w lasach, parkach, przy domach, najczęściej na stertach trocin, rzadziej na zmurszałych pniach i opadłych gałęziach drzew. Owocniki wytwarza od marca do września. Zazwyczaj występuje kępkami, rzadziej pojedynczo.

## Gatunki podobne
Charakterystycznymi cechami drobnołuszczaka trocinowego są: masywna budowa, białawy kapelusz, z czasem ciemniejszy, orzechowy, ale nadal jasny, powierzchnia jedwabisto-gładka, nieco lepka, a w budowie mikroskopowej elipsoidalne zarodniki i hakowate pleurocystydy. Podobny, jasno ubarwiony jest drobnołuszczak białokremowy (Pluteus pellitus), jest jednak znacznie mniejszy i zazwyczaj występuje pojedynczo.